# Pandacerus scotti
Pandacerus scotti är en insektsart som beskrevs av William Lucas Distant 1917. Pandacerus scotti ingår i släktet Pandacerus och familjen dvärgstritar. Inga underarter finns listade i Catalogue of Life.